# Rete tranviaria di Pyongyang
La rete tranviaria di Pyongyang è la rete tranviaria che serve la città nord coreana di Pyongyang.
La rete è composta da 4 linee per un totale di 53,5  km